# Parada de Vaciacostales
Vaciacostales es una parada de cabecera de la Línea 1 del Tranvía de Jaén situada al norte de la ciudad, junto al nudo de carreteras de las autovías A-44 y del Olivar.

## Accesos
Vaciacostales: Carretera de Madrid, s/n.
Junto a esta estación se encuentra el aparcamiento disuasorio, de 650 plazas, y el edificio de talleres y cocheras.

## Líneas y correspondencias
| << cabecera          | < parada     | Línea | parada >             | cabecera >>          |
| -------------------- | ------------ | ----- | -------------------- | -------------------- |
| Paseo de la Estación | Los Olivares |       | Estación de cabecera | Estación de cabecera |